# Abbaye São Pedro das Águias
L'abbaye São Pedro das Águias (« Saint-PIerre des Eaux ») est une ancienne abbaye bénédictine puis cistercienne située au Portugal, dans la commune de Tabuaço.
Fondée en 987, elle devient cistercienne en 1170. Au XVIe siècle, une décadence importante sur les plans spirituel et matériel est résolue par l'affiliation à la congrégation cistercienne portugaise ; un nouveau monastère plus vaste est reconstruit à peu de distance.
Ce dernier ferme en 1834 du fait de l'extinction des ordres religieux (pt). Un incendie ruine l'édifice peu après. La restauration commence au milieu du XXe siècle.

## Histoire

### Fondation bénédictine puis filiation cistercienne
Suivant les sources, l'abbaye est fondée en 987 ou en 991. Les bienfaiteurs permettant la construction de l'édifice sont les chevaliers Tedon et Rausendo, qui l'offrent à des ermites ayant fui les Maures,,. Dans un premier temps, le monastère est situé dans une partie escarpée de la vallée, où l'implantation de vastes bâtiments est impossible.
Le 14 juin 1145, l'abbé Mendo fait entrer l'abbaye dans l'ordre cistercien. S'ensuit probablement une reconstruction, ce qui explique que le nouvel édifice ne soit enregistré dans les annales cistercienne qu'en 1170,.
Dès le Moyen Âge, les moines vivent entre autres de la culture de la vigne

### Réforme auXVIesiècle
Au XVIe siècle, la vie monastique a perdu toute sa ferveur initiale ; notamment, des femmes vivent dans la clôture. La décadence est également matérielle, du fait de la mainmise de la commende. Pour remédier à l'ensemble de ces problématiques, l'abbaye passe sous le contrôle de la congrégation autonome d'Alcobaça.  S'ensuit un déménagement du monastère un peu plus haut, sur un site plus vaste permettant l'installation d'un édifice plus important, le « nouveau monastère ».

### Fin et devenir de l'abbaye
En 1832, l'extinction des ordres religieux (pt) ferme le monastère dont les bâtiments tombent en ruines. Un incendie parachève la ruine de l'édifice en 1836. La restauration complète de l'édifice n'est menée qu'à partir de 1953-1954,.
Au début du XXIe siècle, l'abbaye redevient un domaine viticole.

## Architecture

### Abbatiale

#### Plan
L'église est un édifice de petite taille, à nef unique, orientée, sans transept et avec un chœur de forme rectangulaire : le plan de l'ensemble de l'édifice est donc rectangulaire.

#### Extérieur
Les pignons sont surmontés de croix de pierre. L'église présente une façade classique et sobre, ornée au centre de l'image de saint Pierre. Le cloître est situé au nord de l'église,.

### Chapelle
Les dépendances du monastère comprennent une petite chapelle, seul reste du « vieux monastère », dite « Igreja de São Pedro das Águias », située environ un kilomètre au sud du monastère et également protégée en tant qu'immeuble d'intérêt public

La chapelle
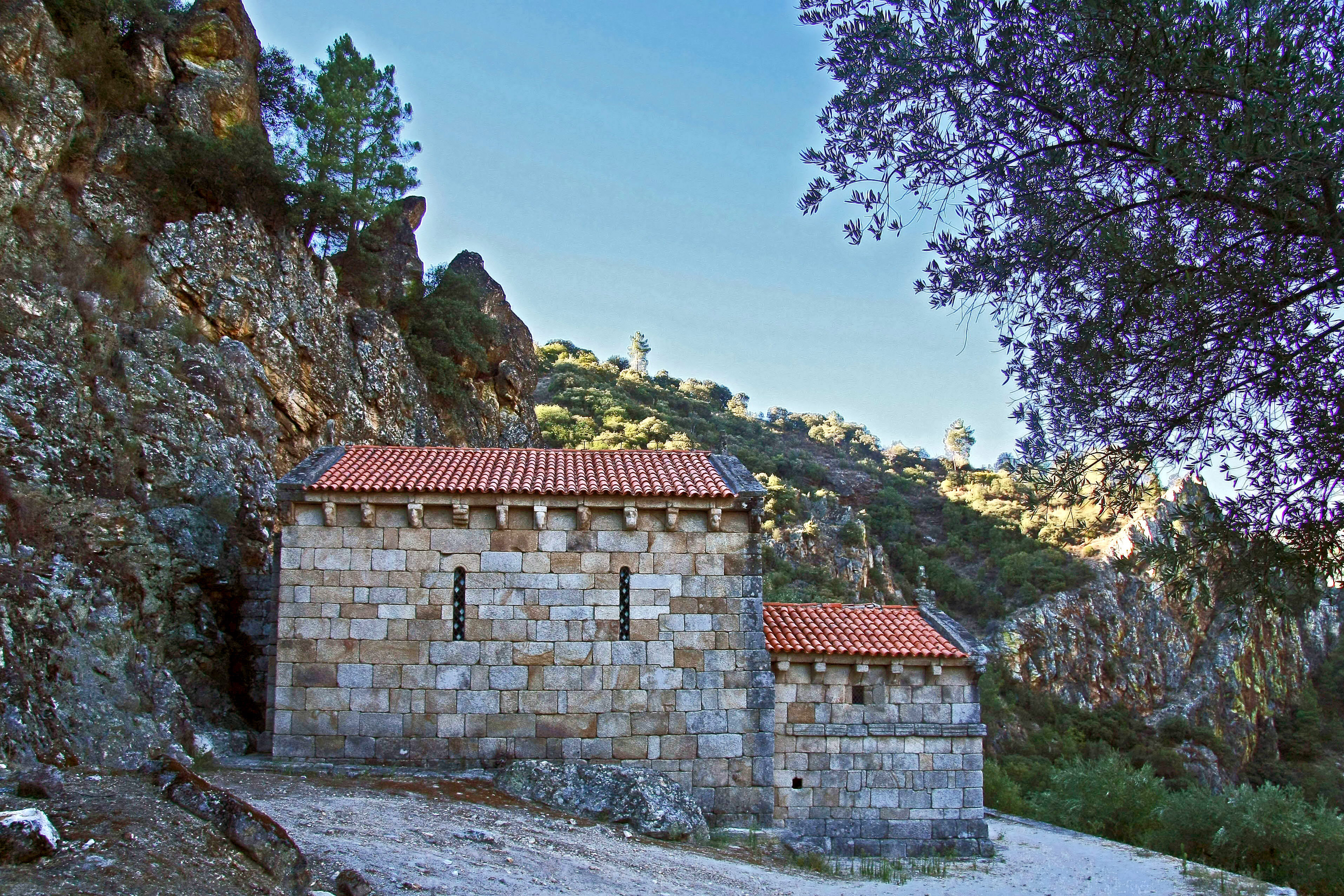
Vue générale de la façade méridionale de la chapelle.
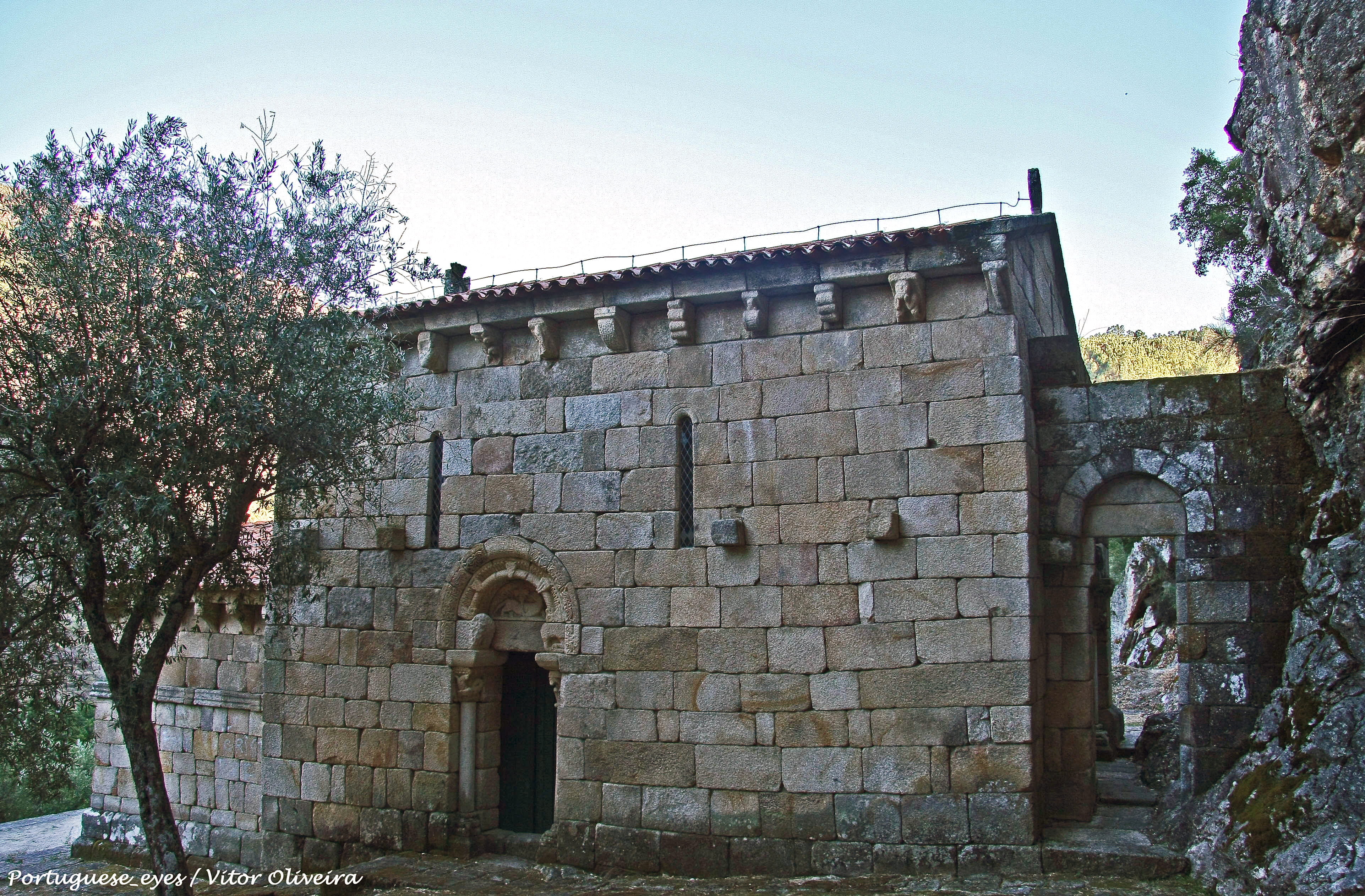
Le portail nord de la chapelle.
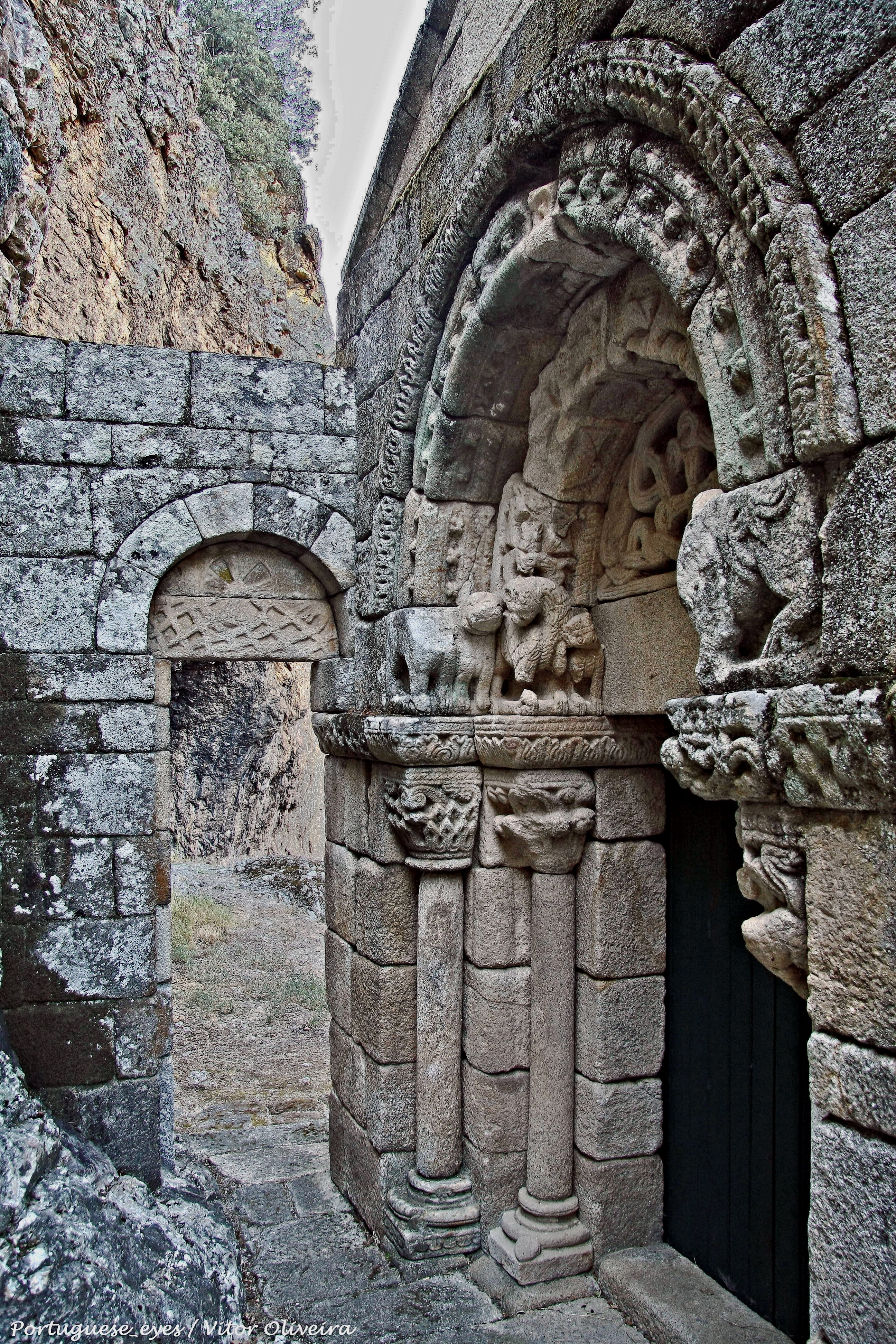
Le portail occidental.
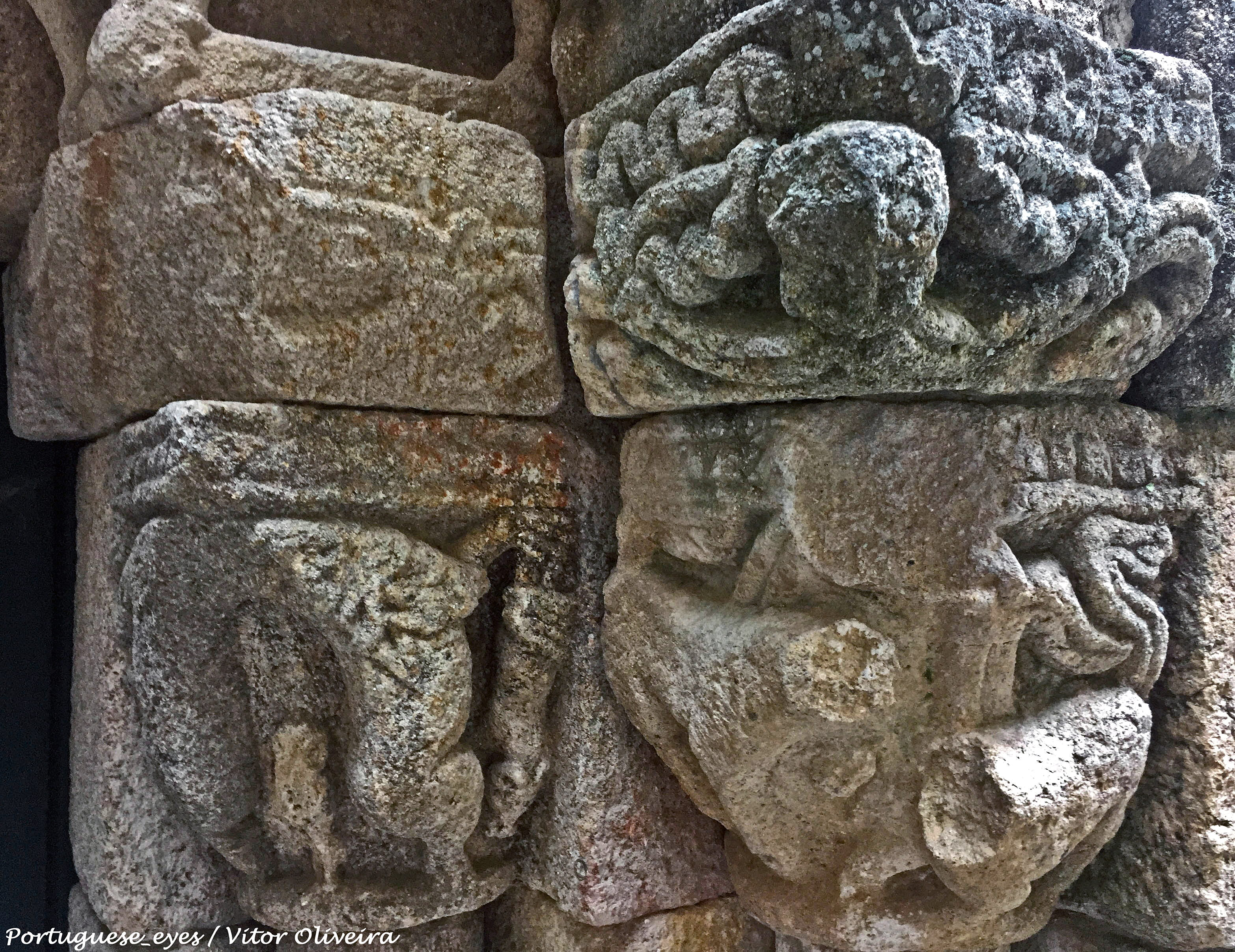
Un chapiteau décoré.